# Немоєво (Влоцлавський повіт)
Немоєво (пол. Niemojewo) — село в Польщі, у гміні Хоцень Влоцлавського повіту Куявсько-Поморського воєводства.
Населення — 206 осіб (2011).
У 1975-1998 роках село належало до Влоцлавського воєводства.

## Демографія
Демографічна структура станом на 31 березня 2011 року:
|          | Загалом | Допрацездатний вік | Працездатний вік | Постпрацездатний вік |
| -------- | ------- | ------------------ | ---------------- | -------------------- |
| Чоловіки | 109     | 19                 | 73               | 17                   |
| Жінки    | 97      | 19                 | 52               | 26                   |
| Разом    | 206     | 38                 | 125              | 43                   |